# Василь II Темний
Васи́ль II Васи́льович Те́мний (рос. Василий II Васильевич Темный; 10 березня 1415 — 27 березня 1462) — великий князь Московський з 1425, п'ятий (молодший) син великого князя Володимирського і Московського Василя I Дмитровича та Софії Вітовтівни. Походив з династії московських Калитовичів, молодшої гілки роду Юрійовичів.

## З біографії

### Боротьба за владу
Після смерті в 1430 році великого князя Литовського Вітовта, діда Василя II, проти нього виступила коаліція удільних князів на чолі з його дядьком — князем звенигородським Юрієм Дмитровичем і його синами Василем Косим і Дмитром Шемякою. У ході війни, ускладненої одночасною боротьбою з Казанню і Великим князівством Литовським, великокняжий престол кілька разів переходив до галицьких князів, яких підтримували Новгород і тимчасово Твер.
8 лютого 1433 року в Москві відбулося весілля Василя Васильовича з княжною Марією Ярославною Боровською. На весілля прибув князь Дмитро разом із братом Василем (Юрій Дмитрович і Дмитро Красний були відсутні). Під час святкування Захарій Кошкін (за іншою версією — Петро Добринський) впізнав дорогоцінний пояс на Василю Юрійовичу: пояс нібито був вкрадений у великого князя Дмитра Донського під час його весілля з Євдокією Дмитрівною в Коломні й надалі потрапив до Василя Косого. Присутня на весіллі Софія Вітовтівна зірвала пояс з Василя Юрійовича.
У 1433 році Юрій Дмитрович захопив великокняжий престол. Василь II був висланий з Москви та отримав титул князя коломенського. «Це місто зробилося істинною столицею великого князювання і багатолюдною, і гучною», — описує історик М. М. Карамзін Коломну того часу. Коломна служила центром об'єднаних сил, що співчували Василю II. Багато жителів покинули Москву, відмовившись служити князю Юрію, і попрямували в Коломну. Вулиці Коломни були заповнені підводами, місто на деякий час перетворилося на столицю Північно-Східної Русі майже з усім адміністративно-господарським і політичним штатом. Отримавши підтримку, Василь II зміг повернути собі Московське князівство, проте в ході війни ще кілька разів втрачав його.
7 липня 1445 року в битві під Суздалем Василь II з об'єднаними військами інших князівств зазнав поразки від казанського війська, під командуванням казанських царевичів — Махмуда і Якуба (синів хана Улу-Мухаммеда). Василь II і його двоюрідний брат Михайло Верейський були взяті в полон, але 1 жовтня 1445 року їх звільнили. Точних даних про умови даного звільнення немає, проте, ймовірно, йдеться про велику суму викупу. Крім того, ряд міст були віддані Казанському ханству на «кормлєніє». Також за умовами цього кабального договору, на думку деяких джерел, було створено в межах Московського князівства, в Мещері Касимовське ханство, першим ханом якого став син Улу-Мухаммеда — царевич Касим.
У 1446 році Василь II був захоплений у Троїце-Сергієвій лаврі. 16 лютого вночі за наказом князів Дмитра Шем'яки, Івана Можайського і Бориса Тверського, які, як пише історик М. М. Карамзін, веліли йому сказати: «Для чого любиш татар і даєш їм московські міста на годування? Для чого сріблом і золотом християнським обсипаєш невірних? Для чого виснажувати народ податками? Для чого засліпив брата нашого, Василя Косого?» Василя II осліпили, з цієї причини він й отримав прізвисько «Темний». Після цього його разом з дружиною відправили в Углич, а мати його Софію Вітовтівну — в Чухлому. У 1447 році Василь відвідав Ферапонтів монастир і отримав благословення ігумена Мартиніана на похід проти загарбника Москви Дмитра Шемяки. З великими труднощами Василь Темний повернув собі Московське князівство.

## Зовнішня політика

### Відносини з Литвою і Новгородом
Після вторгнення військ великого князя Литовського Вітовта на Псковську землю у 1426 році Вітовт, не домігшись успіху, почав переговори з псковичами, союзниками Василя II. З метою пом'якшити умови миру Василь направив до Вітовта свого посла Олександра Володимировича Ликова. Відносини між Псковом і Литвою, тим не менш, продовжували залишатися напруженими і після укладення перемир'я.
Розуміючи неминучість нового зіткнення з Василем Косим, Василь II намагався нормалізувати відносини з Новгородською республікою. Взимку 1435—1436 років він поступився новгородцям частиною спірних земель, давши зобов'язання послати своїх людей для розмежування території. Після перемоги над Василем Косим великий князь відмовився від виконання колишніх зобов'язань. Проте новгородці, бажаючи зберегти свою самостійність у міжнародних відносинах, не чинили опір політиці Москви. Так, навесні 1437 року Новгород без опору сплатив Москві «чорний бір» — одну з найважчих податей.
У 1440 році після загибелі від рук змовників великого князя Сигізмунда, на литовській престол вступив Казимир Ягайлович (з 1447 року — польський король). Незабаром у Литві розгорілася сварка між князем Юрієм Семеновичем (Лугвеновичем) і Казимиром IV. Юрій закріпився в Смоленську, але після першої невдалої спроби був звідти вибитий Казимиром і втік до Москви. «Московська» партія Литви опинилася в числі противників Казимира IV.
Новгородці і псковичі поспішили укласти договори з Казимиром IV. У відповідь на це Василь II виступив у похід проти Новгородської республіки взимку 1440—1441 років. Його союзники псковичі розорили Новгородську землю. Василь II захопив містечко Демон (на сьогодні селище міського типу Дем'янськ) і розорив ряд новгородських волостей. У відповідь на це новгородці також організували ряд руйнівних походів у великокнязівські володіння. Незабаром новгородський архієпископ Євфимій і великий князь (разом з псковичами) уклали мирний договір, згідно з яким Новгород виплачував Москві величезний викуп (8000 рублів).
У 1448 році з наказу Василя ІІ відбувся остаточний поділ єдиної Київської митрополії. Тоді на соборі єпископів, архімандритів, ігуменів та всього православного священства Золотої Орди (Московія в той час перебувала у повному підпорядкуванні Золотої Орди) самовільно обрали єпископа Рязанського Іону митрополитом «Київським і всієї Русі».
Зовнішньополітичній ізоляції Дмитра Шемяки і Новгородської республіки, в якій він зміцнився після втрати московського князювання, сприяв мирний договір Василя II з польським королем і великим князем Литовським Казимиром IV 1449 року. У 1453 році Дмитро Шемяка був отруєний, а в 1456 Новгородська республіка була змушена визнати свою залежність від Москви за Яжелбицьким договором.
Одночасно Василь зобов'язався не підтримувати Михайла Сигізмундовича і Свидригайла Ольгердовича, і ту частину литовсько-руської знаті, яка виступала проти посилення впливу польських феодалів і католицької церкви на землях Великого князівства Литовського, та визнав владу Казимира на всіх русько-литовських землях.

## Відносини з Ордою
Напруженими були і відносини Московського князівства з Ордою.
Після тяжкої війни з царевичем Сеїд-Ахметом Улу-Мухаммед з невеликими силами розташувався біля містечка Бельов, васального Литві. Зважаючи на важливість міста в економічних і стратегічних відносинах Василь II в 1437 році послав проти хана війська на чолі князів Дмитра Юрійовича Шемяки і Дмитра Юрійовича Красного. Займаючись по дорозі грабежами і розбоями, князі, досягнувши Бельова, прогнали татар, змусивши їх шукати притулок в місті. Незважаючи на те, що спроба оволодіти містом для московських воєвод виявилася невдалою, наступного дня татари пішли на переговори. Понадіявшись на свої сили, воєводи припинили перемовини і 5 грудня відновили бій. Московські полки були розбиті. Війська Улу-Мухаммеда відступили з-під Бельова.
Під враженням від успіху під Бельовим Улу-Мухаммед 3 липня 1439 підступив до Москви. Василь II, який був не готовий до відбиття військ противника, покинув Москву, поклавши обов'язки по обороні міста на воєводу князя Юрія Патрикійовича. Не зумівши оволодіти містом, Улу-Мухаммед, простоявши під Москвою 10 днів, повернув назад, до цього розграбувавши околиці міста.
Татарські набіги на московські землі не припинялися, а почастішали наприкінці 1443 року, через сильні морози. Зрештою недавній противник Московії царевич Мустафа у зв'язку з важкими умовами проживання в степу влаштувався в Рязані. Не бажаючи терпіти присутності татар на своїх землях, Василь II виступив у похід проти непроханих гостей, і об'єднані московські війська розгромили татарське військо на річці Листані. Царевич Мустафа був убитий.
До середини 1440-х років набіги Улу-Мухаммеда на Русь помітно почастішали, а в 1444 році хан почав будувати плани щодо приєднання Нижнього Новгорода, чому сприяли тісні зв'язки суздальсько-нижегородських князів з ординцями. Між великим московським князем Василем II і казанським ханом розгорнулася боротьба за Нижній Новгород, що був тоді багатим волзьким містом і важливим стратегічним центром. Взимку 1444 року хан, захопивши Нижній Новгород, просунувся навіть далі, взявши й Муром. У відповідь на ці дії Василь ІІ зібрав війська і виступив з Москви під час Хрещення. Василь II, згідно з літописними джерелами, володів значними силами, у зв'язку з чим хан не наважився вступати в бій і відступив до Нижнього Новгороду. Незабаром місто було відбито, а татари були розбиті під Муромом і Гороховцем. Успішно завершивши кампанію, великий князь повернувся до Москви.
Навесні 1445 року хан Улу-Мухаммед послав у похід на Русь своїх синів Мамутяка і Якуба. Дізнавшись про це, Василь II не надав цій події важливого значення, оскільки був заспокоєний успіхами минулого року. З Москви великий князь виступив в Юр'єв, куди потім прибули воєводи Федір Долголдов і Юрій Драниця, що залишили Нижній Новгород. Похід був організований погано: князі Іван та Михайло Андрієвичі та Василь Ярославович прибули до великого князя з малими силами, а Дмитро Шемяка і зовсім не взяв участі в поході. Військо великого князя зазнало катастрофічної поразки в битві під Суздалем. Василь II потрапив у полон, але був відпущений 1 жовтня. Дмитро Шемяка ненадовго утвердився на престолі. За Василя II був обіцяний великий викуп. Крім того, татарським феодалам були роздані «годування» — право на побори з населення Московії. 17 листопада 1445 Василь II повернувся до Москви, але був зустрінутий холодно.

## Підсумки правління
Василь II ліквідував майже всі дрібні уділи всередині Московського князівства, зміцнив великокнязівську владу. У результаті ряду походів у 1441—1460 роках посилилася залежність від Москви Суздальсько-Нижегородського князівства, Новгородської землі, Пскова і Вятської землі. За наказом Василя II митрополитом був обраний московський єпископ Іона (1448 рік). Його висвятив на сан митрополита не константинопольський патріарх, а собор московських архієреїв, що стало початком незалежності московської церкви від константинопольського патріархату. Фактично, якщо зважити на те, що Московське князівство залишалося вассалом Золотої Орди, і згідно з Ясою Чингиз-хана тільки Великий хан Золотої Орди мав право затверджувати верховних архієреїв, це стало подвійним порушенням тогочасних законів.
За кілька днів до смерті він наказав стратити дітей боярських боровського князя Василя, запідозрених у змові.
Василь II тривалий час хворів на сухоти. Він велів лікувати себе звичайним на той час способом: по кілька разів запалювати на різних частинах тіла ртуть. Це природно не допомогло, а в місцях численних опіків розвинулися некрози і він у березні 1462 року помер.
Цікаво, що заповіт князя писав дяк Василь на прізвисько Біда.